# بریکسورث
بریکسورث (به انگلیسی: Brixworth) یک روستا و محله مدنی در بریتانیا است که در Daventry واقع شده‌است. بریکسورث ۵٬۱۶۲ نفر جمعیت دارد.